# Ielizavétino
Ielizavétino (en rus: Елизаветино) és un poble de l'óblast de Saràtov, a Rússia, segons el cens del 2021 tenia 1.209 habitants. Pertany al districte municipal d'Atkarsk.